# Anna Haag
Anna Margret Jönsson Haag (Skinnskatteberg, 1 de junio de 1986) es una deportista sueca que compite en esquí de fondo. 
Participó en tres Juegos Olímpicos de Invierno, obteniendo en total cuatro medallas: dos de plata en Vancouver 2010, en la pruebas de 15 km y velocidad por equipo (junto con Charlotte Kalla); oro en Sochi 2014, en el relevo 4 × 5 km (con Ida Ingemarsdotter, Emma Wikén, Charlotte Kalla), y plata en Pyeongchang 2018, en el relevo 4 × 5 km (con Charlotte Kalla, Ebba Andersson y Stina Nilsson).
Ganó cuatro medallas en el Campeonato Mundial de Esquí Nórdico entre los años 2009 y 2017.

## Palmarés internacional
| Juegos Olímpicos   | Juegos Olímpicos            | Juegos Olímpicos  | Juegos Olímpicos     |
| Año                | Lugar                       | Medalla           | Prueba               |
| ------------------ | --------------------------- | ----------------- | -------------------- |
| 2010               | Vancouver (Canadá)          | Medalla de plata  | Velocidad por equipo |
| 2010               | Vancouver (Canadá)          | Medalla de plata  | 15 km                |
| 2014               | Sochi (Rusia)               | Medalla de oro    | Relevo 4 × 5 km      |
| 2018               | Pyeongchang (Corea del Sur) | Medalla de plata  | Relevo 4 × 5 km      |
| Campeonato Mundial |                             |                   |                      |
| Año                | Lugar                       | Medalla           | Prueba               |
| 2009               | Liberec (República Checa)   | Medalla de bronce | Relevo 4 × 5 km      |
| 2011               | Oslo (Noruega)              | Medalla de plata  | Relevo 4 × 5 km      |
| 2013               | Val di Fiemme (Italia)      | Medalla de plata  | Relevo 4 × 5 km      |
| 2017               | Lahti (Finlandia)           | Medalla de plata  | Relevo 4 × 5 km      |